# Zamek w Kętrzynie
Zamek krzyżacki w Kętrzynie – budowla gotycka pochodząca z drugiej połowy XIV w., znajdująca się w Kętrzynie.

## Architektura
Zamek został zbudowany na planie kwadratu i początkowo posiadał trzy skrzydła zbudowanym wokół dziedzińca. Otoczono go murem obronnym z trzema basztami oraz bramą wjazdową od strony miasta. W północnym skrzydle umieszczony był refektarz, kaplica oraz mieszkania krzyżackiego urzędnika – prokuratora. W zamku oraz w folwarku, który do niego przylegał, mieściły się m.in.: kuchnia, browar, młyn, piekarnia, spichlerz, spiżarnia, zbrojownia, prochownia, kaplica, a także więzienie.

## Historia
Za czasów pruskich istniała już na tych terenach osada nazywająca się Rast, o której mamy pierwszą wzmiankę z 1329. Początkowo na nowo podbitym terytorium Krzyżacy zbudowali drewniano-ziemną strażnicę. Wiele takich strażnic powstawało w pierwszej fazie obecności Zakonu w Prusach. Warownie krzyżackie w początkach swego istnienia służyły ochronie zdobytego już obszaru i stanowiły bazy dalszej ekspansji na wschód. Z nich też organizowano osadnictwo na danym terenie. W Kętrzynie ustanowiono prokuratorię, która podporządkowana była komturii w Bałdze, z krótką przerwą, gdy funkcjonowała komturia w Rynie. Pierwszą drewniano-ziemną warownię dwukrotnie najechały wojska litewskie książąt Olgierda i Kiejstuta w latach 1345 i 1348. Murowany zamek zaczęto stawiać od połowy XIV wieku. W podobnym też czasie miasto otrzymało przywilej miejski od komtura Bałgi Henniga Schindenkopf w roku 1357.

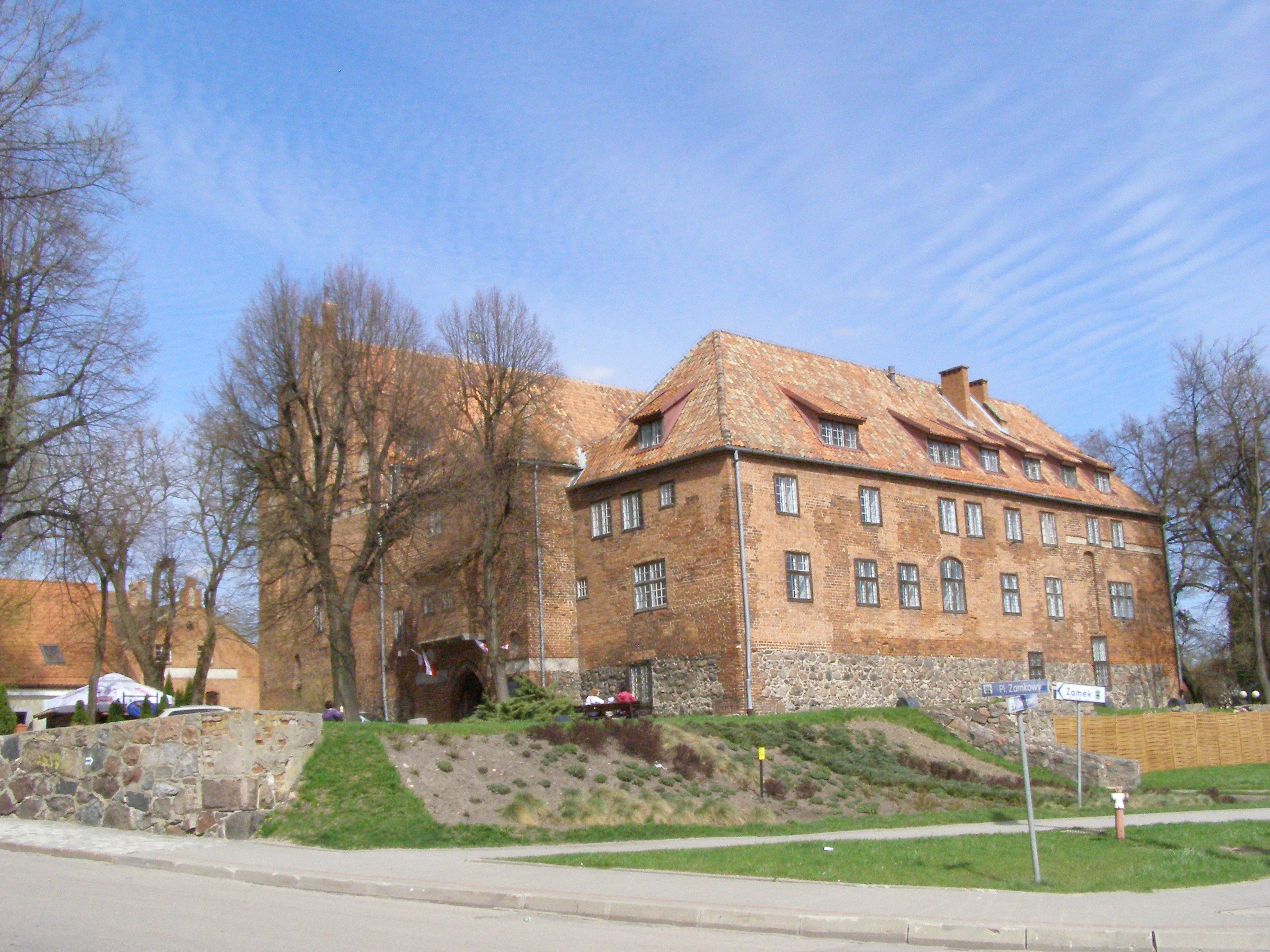
Zamek w Kętrzynie

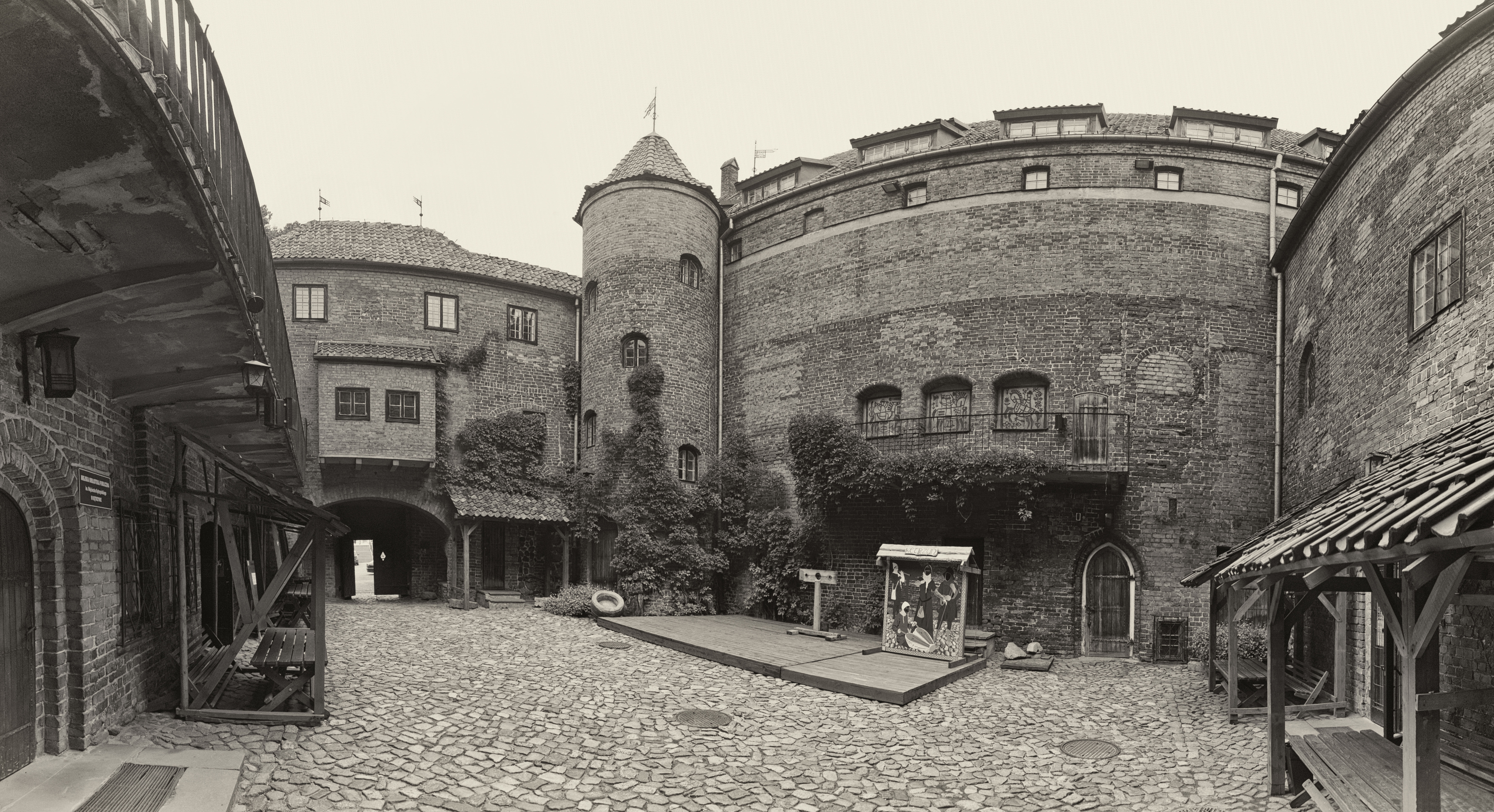
Dziedziniec

Zamek został wybudowany pomiędzy rokiem 1360 a 1374 w pobliżu wcześniejszej drewnianej strażnicy, przeznaczono go na siedzibę prokuratora krzyżackiego. Cechowały ją umiarkowane walory obronne i skromny program użytkowy – około 1410 roku zamkowy arsenał składał się z siedmiu dział na kule kamienne oraz z niewielkiej ilości lekkiej broni strzeleckiej i kusz. W 1410 roku pruski rycerz Johart z burmistrzem Hermannem Barddyne poddali miasto i zamek wojskom polskim Władysława Jagiełły, jednak w następnym roku zamek wrócił w ręce Zakonu. W początku XV w. zamek otoczono dodatkowym murem obronnym o szerokości 2 metrów. W 1454 po wybuchu wojny trzynastoletniej zbuntowani mieszkańcy Kętrzyna zdobyli zamek i utopili w stawie krzyżackiego prokuratora Wolfganga Sauera. Zakonowi jednak udało się odbić zamek w 1461, a cech szewców był ukarany brakiem możliwości zasiadania jego członków w radzie miejskiej; zakaz trwał aż to panowania Albrechta Hohenzollerna jako księcia Prus. Następnie przekazali zamek wojskom polskim, które posiadały go do 1461. Po sekularyzacji Prus zamek stał się siedzibą starosty i wkrótce, w latach 1528–1529 został przebudowany. Nastąpił też szereg prac mających na celu przystosowanie zamku do nowych funkcji. W ich wyniku powstała np. druga brama i wykusz nad główną bramą z 1528. Kolejna przebudowa nastąpiła w latach 1559–1566. W 1622 roku na dziedzińcu wzniesiono niewielką cylindryczną klatkę schodową. Wykonano też kilka prac nad wnętrzami, m.in. sklepienia żebrowe w kuchni i browarze. Poprzez drugą przebudowę z XVII wieku silnie zaingerowano w średniowieczny wyraz budowli rozbierając górną kondygnacje skrzydła północnego razem z ozdobnymi szczytami przez co zrównano wszystkie 3 skrzydła. Rozbiórkę zewnętrznych fortyfikacji rozpoczęto w I połowie XVIII wieku. 15 grudnia 1797 w zamku wybuchł pożar, który zniszczył część budowli.

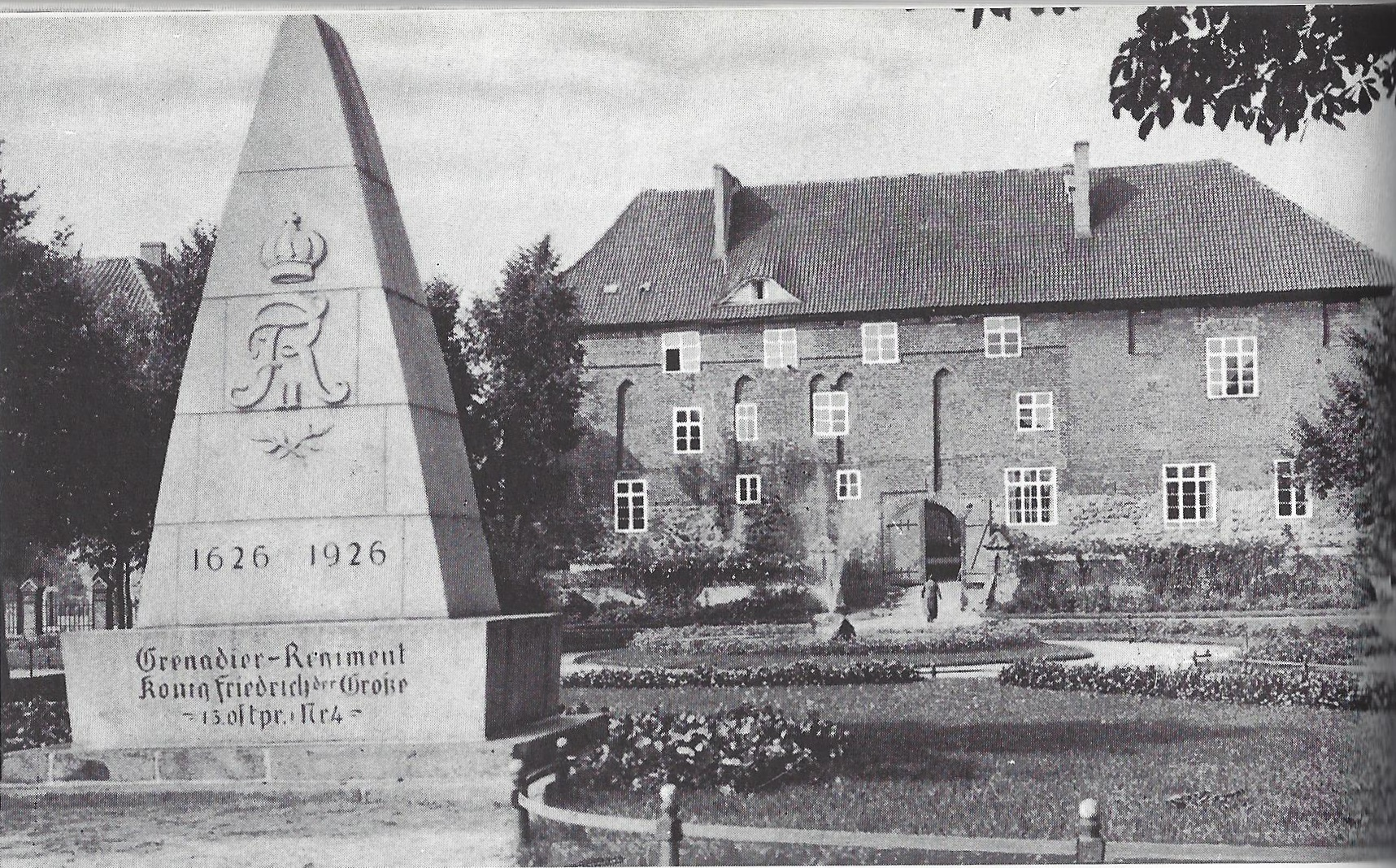
Zamek około roku 1930

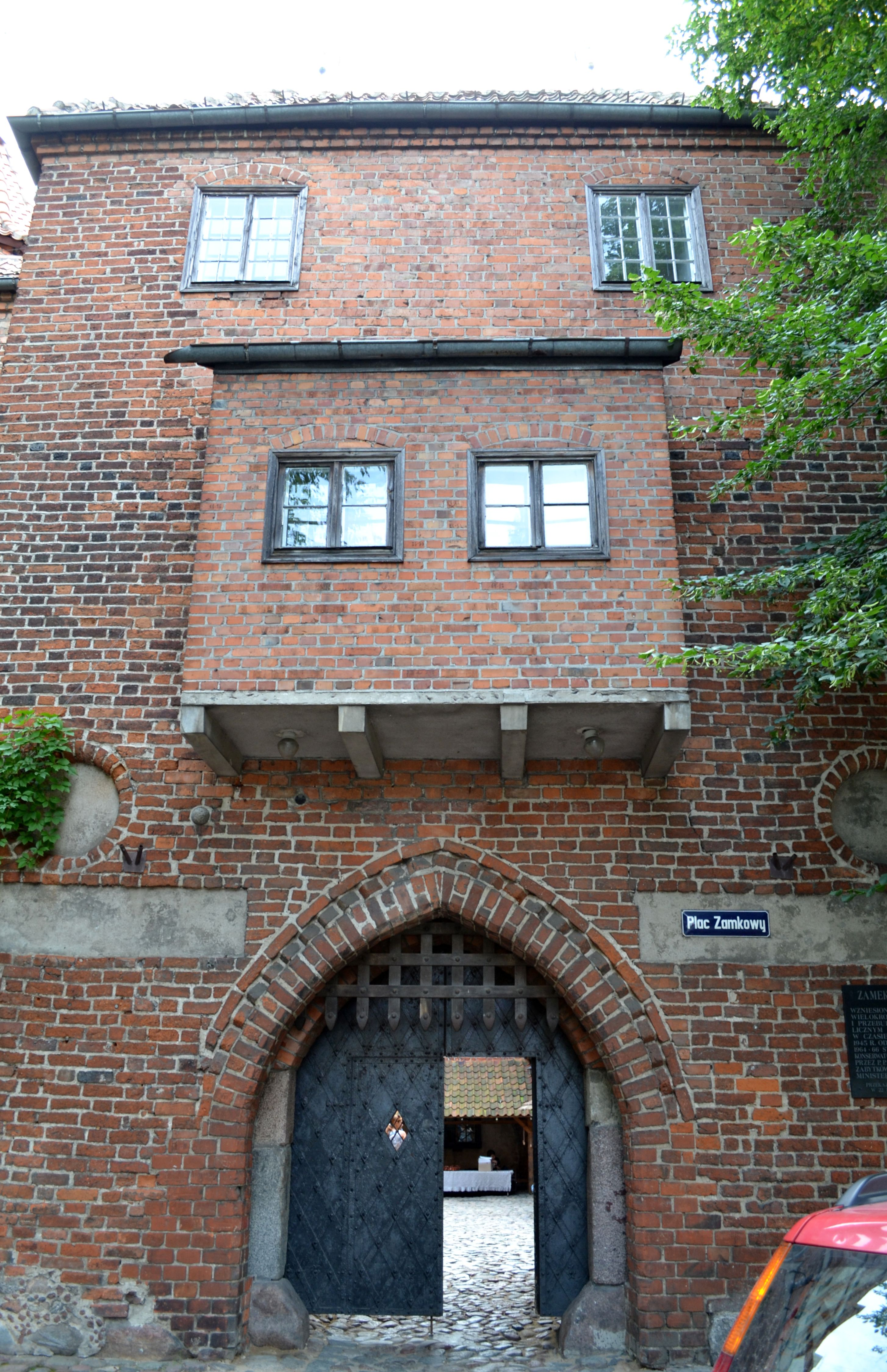
Brama główna

W latach 1911–1912 miasto wykupiło obiekt, przeznaczając część pomieszczeń na mieszkania, przez co sztucznie przybyło w murach prostokątnych okien. W tym samym czasie znajdowało się tu także biuro niemieckiej 3 Brygady Piechoty. W końcu lat 30. XX wieku przeprowadzono w zamku nieznaczne prace konserwatorskie. Przed drugą wojną światową znajdował się tu urząd finansowy i mieszkania urzędników. Na początku lat 40. przebudowano zachodnią część piwnic znajdujących się pod skrzydłem północnym, z przeznaczeniem na schron przeciwlotniczy. Pod koniec stycznia 1945 wojska radzieckie zajęły miasto i spaliły większą część staromiejskiej zabudowy miasta oraz zamku.
Zamek odbudowano w latach 1964–1966 staraniem Wojewódzkiego Konserwatora Zabytków w Olsztynie ze środków Ministerstwa Kultury i Sztuki. Przywrócono mu gotycki charakter dzięki podwyższeniu dachów, skrzydeł południowego i wschodniego oraz dodaniu jednego piętra z gotyckimi szczytami i spadzistym dachem w skrzydle północnym. Nie nawiązywano już jednak do przedwojennego kształtu, ale przeprowadzono jego regotyzację, nawiązującą do jego wyglądu z czasów panowania Albrechta Hohenzollerna. Skorzystano z rysunków i dokumentacji stworzonej przez Conrada Steinbrechta. Odbudowano w pierwotnej wysokości skrzydło północne i odtworzono gotyckie ozdobne szczyty. Obecnie wewnątrz zamku mieści się Biblioteka Miejska oraz Muzeum Regionalne im. Wojciecha Kętrzyńskiego, a w piwnicach skrzydła północnego ma siedzibę bractwo rycerskie. W zbiorach muzeum znajdują się m.in. kolekcja obrazów, rzeźb, a także mebli zabytkowych pochodzących z okresu od XV do XIX wieku.